# Eksosfera
Eksosfera (iz grščine έξο, éxo „zunaj, navzven“ in σφαίρα, sfära „žoga“) je zunanja plast ozračja, ki sega do 1000 kilometrov nad zemeljsko površino. Eksosfera imenujemo prehodno plast med ionosfero in medplanetarnim prostorom. 
Eksosfera je nadaljevanje termosfere in se začne približno pri 500 -1000 km nadmorske višine. Njena zunanja meja ni jasno opredeljena in je  ocenjena na okoli 10 000 km.  Glavni plini v eksosferi so najlažji plini, predvsem pa vodik in helij. Ker je v eksosferi majhna zemeljska težnost, lahko iz nje v vesolje uhajajo nekateri delčki snovi. Najnižja točka se imenuje kritična raven, saj če ni trkov premikajočih atomov se hitreje doseže hitrost, ki jim omogoča da se izognejo gravitaciji. Zrak je zelo redek, delci se gibljejo z veliko hitrostjo in na medsebojni razdalji nekaj sto kilometrov. Kot rezultat ioni dušika in kisika »potujejo« v medplanetarni prostor.
Dnevna temperatura na tem območju doseže 2500 °C, ponoči pa do - 273 °C ki ustreza absolutni ničli. Vesoljska plovila morajo zaradi tega biti zgrajena iz materialov odpornih proti visokim temperaturam. 
Nad eksosfero lahko ločimo še eno plast - geokorona, na nadmorski višini 20 000 km, ki je pretežno sestavljena iz vodikovih ionov.